# ツェポ・マティベレ
ツェポ・マティベレ（Tsepo Ramonene Mathibelle、1991年6月30日 - ）は、レソトのマラソン選手。2012年のロンドンオリンピックに初出場し、優勝選手の48分後に85位として最後にゴールした。最後の3kmはほとんど歩いていたが、観衆の大声援を受けて2時間55分54秒で無事完走した。2015年の世界陸上競技選手権大会では、36km過ぎに同大会優勝選手のギルメイ・ゲブレスラシエに抜かれるまでトップを走り、2時間17分17秒で完走し14位となった。2016年のリオデジャネイロオリンピックにも出場した。

## 主な戦績
| 年   | 大会                   | 開催地           | 種目     | 順位 | 記録          | 備考       |
| ---- | ---------------------- | ---------------- | -------- | ---- | ------------- | ---------- |
| 2012 | オリンピック           | ロンドン         | マラソン | 85位 | 2時間55分54秒 |            |
| 2013 | 世界陸上競技選手権大会 | モスクワ         | マラソン |      | 途中棄権      |            |
| 2014 | コモンウェルスゲームズ | グラスゴー       | マラソン | 12位 | 2時間16分21秒 | 自己ベスト |
| 2015 | 世界陸上競技選手権大会 | 北京             | マラソン | 14位 | 2時間17分17秒 |            |
| 2016 | オリンピック           | リオデジャネイロ | マラソン |      | 途中棄権      |            |
| 2017 | 世界陸上競技選手権大会 | ロンドン         | マラソン |      | 途中棄権      |            |
| 2018 | コモンウェルスゲームズ | ゴールドコースト | マラソン |      | 途中棄権      |            |
| 2022 | コモンウェルスゲームズ | バーミンガム     | マラソン | 17位 | 2時間38分52秒 |            |

## 記録
| 種目     | 記録          | 年月日        | 場所 | 備考 |
| -------- | ------------- | ------------- | ---- | ---- |
| マラソン | 2時間13分50秒 | 2017年9月17日 | 北京 |      |